# Kids Return (groupe)
Pour le film, voir Kids Return.
Kids Return est un groupe français de pop-rock indépendant originaire de Paris, formé en 2021 par les musiciens Clément Savoye et Adrien Rozé.
En 2022, le groupe sort son premier album, Forever Melodies.
Le 7 octobre 2022, le groupe dévoile Forever Melodies se retrouve à la 21e place du classement des 100 meilleurs albums de 2022 du magazine Les Inrockuptibles.
Kids Return est lauréat du Music Moves Europe Award en 2023. L'émission Quotidien leur décerne le prix du meilleur groupe de l'année lors de la cérémonie des Q d'or 2023.
En 2024, le groupe signe la bande originale du film La Récréation de juillet, coréalisé par un frère d'Adrien Rozé.
Le 4 avril 2025 les Kids return sortent leur second album auquel ils donnent comme titre leur année de naissance "1997", qualifié de "brillant" par les Inrockuptibles. La sortie de cet album précède leur premier passage à L'Olympia le 14 mai 2025.

## Discographie

### Album
- 2022 : Forever Melodies
- 2025 : 1997

### Singles
- 2021 : Melody
- 2021 : Orange Mountains
- 2022 : Forever
- 2022 : I Will Wait For You
- 2022 : Lost In Los Angeles
- 2024 : Lovers War
- 2024 : Time To Time
- 2025 : All Yours Now

## Distinctions
- Music Moves Europe Awards 2023 : Music Moves Europe Award[4]
- Q d'or 2023 : meilleur groupe[5]